# 劍閣南城門與箭樓
劍閣南城門與箭樓位於四川省劍閣縣普安鎮，文物遺址年代判定為明。1991年4月16日公佈為四川省第三批文物保護單位。

## 簡介[2]
南城門高3.5米，寬3.4米，進深7.4米，洞門圓拱形，為條石砌成，門內尚存兩扇鐵皮大門，已經銹跡斑斑。城門上有題匾，楷書「秀分闃苑」四個大字。南城樓上有箭樓，為重檐歇山式層頂，小青瓦屋面，一樓一底，面闊3間，進深3間，通高8米，現在為茶館，供遊客休息。